# Illes de la Badia
Les Illes de la Badia és un dels 18 departaments en què es divideix Hondures. Està format per les illes de majors d'Utila, Roatán i Guanaja. Així mateix, formen part d'aquest arxipèlag les petites illes de Barbareta, Morat i Santa Elena i més de 60 cayos situats a tan sols 10 i 40 milles de la part continental d'Hondures en les aigües blaves del Mar Carib.

## Història
Les illes foren descobertes per Cristòfor Colom en el seu quart i darrer viatge al continent americà el 30 de juliol de 1502. Més precisament, Colón va descobrir l'illa de Guanaja a la que va anomenar 'Illa de los Pinos'. Aquestes illes es trobaven densament poblades per indis paya, quan van ser descobertes. No obstant això, aquests van ser capturats, esclavitzats i venuts a altres illes de les Antilles com Cuba. Actualment són el poble pech.
Des del seu descobriment, aquestes illes van ser dominades en diferents períodes curts pels anglesos, holandesos i espanyols. Als espanyols els van seguir els anglesos. Al maig de 1638 William Claibourne de Virgínia va rebre una patent de la Companyia 'Providence' autoritzant-lo a establir una colònia a Roatán. Això, va marcar el començament d'un gran interès per part dels anglesos a les Illes de la Badia, interès que es perllongaria per més de dos-cents anys.
Per trobar-se en la ruta dels enviaments espanyols des de Nova Espanya (Mèxic) cap a Espanya, els assentaments d'espanyols i indis van ser regularment presa de pirates i bucaners. El poder militar espanyol els va permetre governar les illes durant gran part del segle xviii. Però entre 1827 i 1834 els europeus van començar de nou a assentar-se a Roatán, tan bon punt es va prohibir l'esclavitud en les colònies angleses en 1833. En 1859 Anglaterra va cedir el control de les Illes de la Badia a la República d'Hondures.

## Municipis
El departament es divideix in 4 municipis:
| Municipi                                  | descripció                             | Capital                | Àrea (km²) | Població cens 2012 |
| ----------------------------------------- | -------------------------------------- | ---------------------- | ---------- | ------------------ |
| 1 Guanaja                                 | illa de Guanaja                        | Bonnaca                | 55.4       | 8,300              |
| illa de Guanaja                           |                                        | Savannah Bight         | 54         | 4300               |
| Cayos de Guanaja                          |                                        | Bonnaca                | 1.4        | 4000               |
| 2 José Santos Guardiola                   | illa Roatán oriental, JonesVille       | Oak Ridge              | 57.3       | 17,950             |
| illa de Roatán es                         |                                        | Oak Ridge              | 50         | 17940              |
| illa Barbareta                            |                                        | Playa Barbareta        | 6          | 10                 |
| Helene Island, Morat,Pigeon Cays          |                                        |                        | 1.3        | 0                  |
| 3 Roatán                                  | illa Roatán occidental                 | Coxen Hole             | 87.3       | 41220              |
| illa Roatán occidental                    |                                        | Coxen Hole             | 80         | 41060              |
| Cayos de Roatan                           |                                        | Antoney’s Cay          | 1.2        | 40                 |
| Islas del Cisne                           |                                        | Harbor Bay             | 3.5        | 10                 |
| Cayos Cochinos                            |                                        | Chachauate             | 2.9        | 110                |
| 4 Útila                                   | illa d'Útila                           | Utila                  | 49.3       | 4030               |
| Útila                                     | illa d'Útila                           | Utila                  | 47.9       | 3580               |
| Útila                                     | cayos d'Útila                          | Jewel Cay i Pigeon Cay | 1          | 450                |
| 5 Banco Vivorillo                         | Vivorillo Cay                          | Vivorillo Cay          | 0.2        | 2                  |
| Bobel Cay                                 | Bobel Cay                              | Bobel Cay              | 0.02       | 0                  |
| Cayo Sur                                  | Cayo Sur                               | Cayo Sur               | 0.02       | 0                  |
| Savanna Cay                               | Savanna Cay                            | Savanna Cay            | 0.01       | 0                  |
| Vivorillo Cay                             |                                        | Vivorillo Cay          | 0.05       | 2                  |
| arrecifes de la media luna i altres cayos |                                        | media luna Cay         | 0.05       | 0                  |
| Islas de la Bahia                         | incl. Islas del Cisne i Cayos Cochinos | Coxen Hole             | 248.9      | 71500              |

## Galeria d'imatges

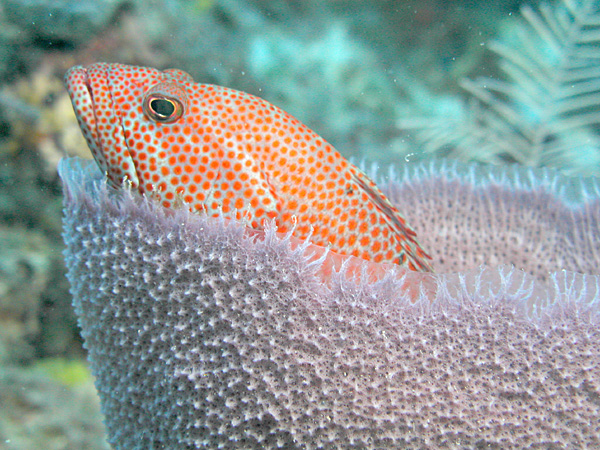
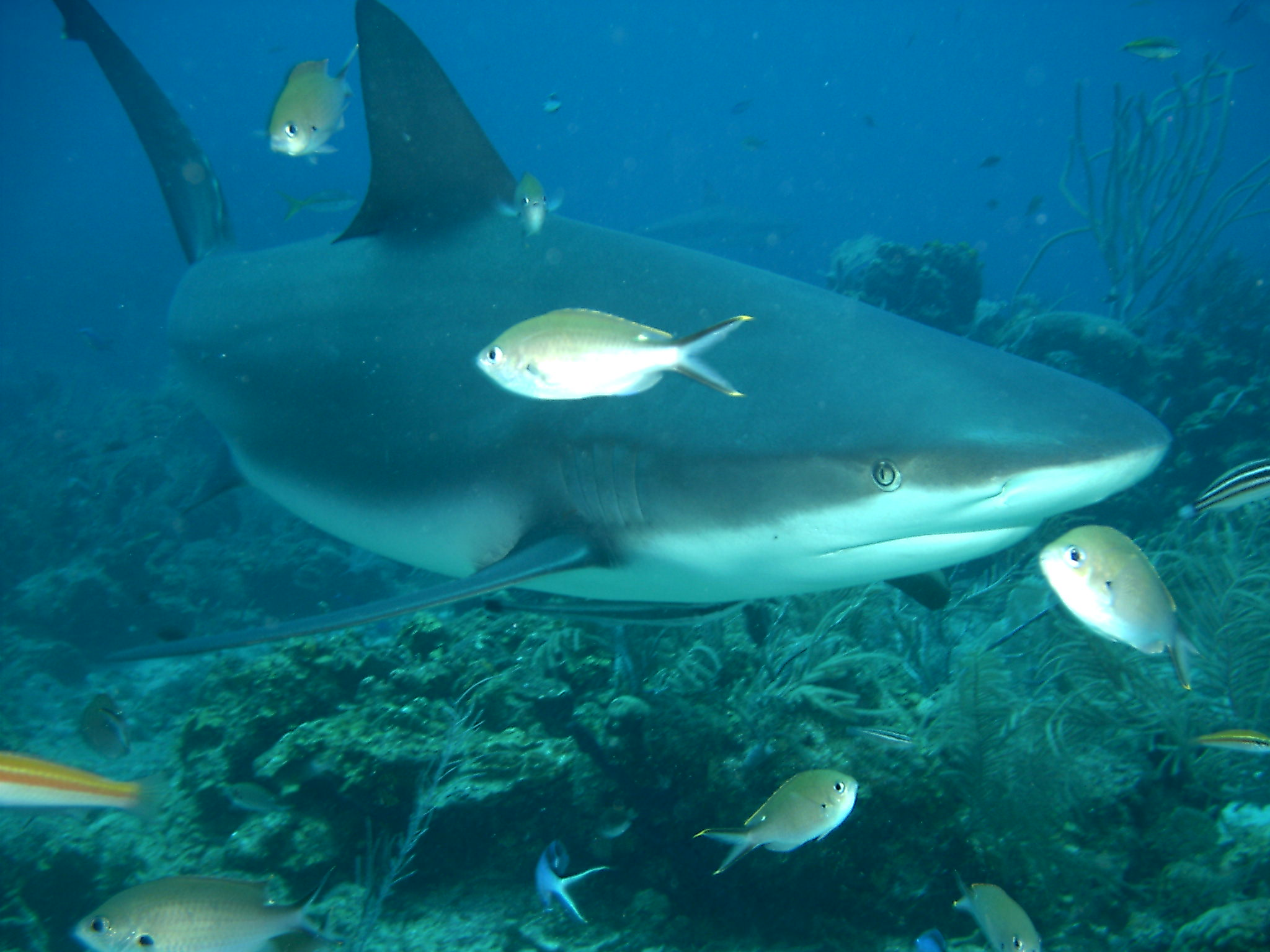
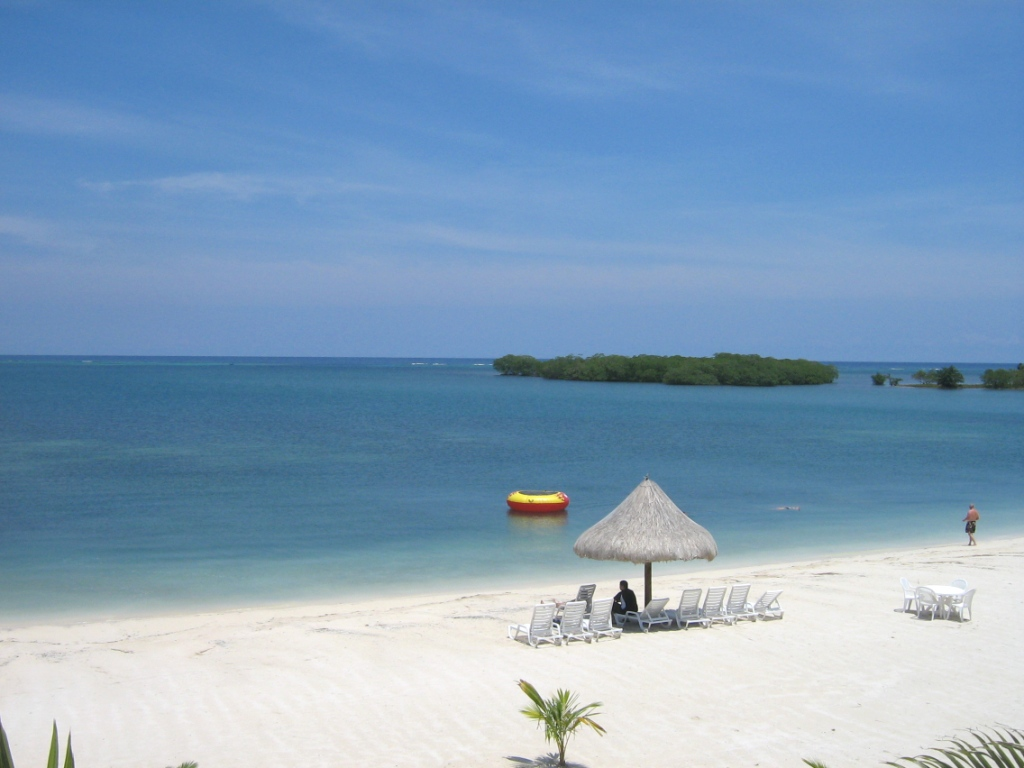
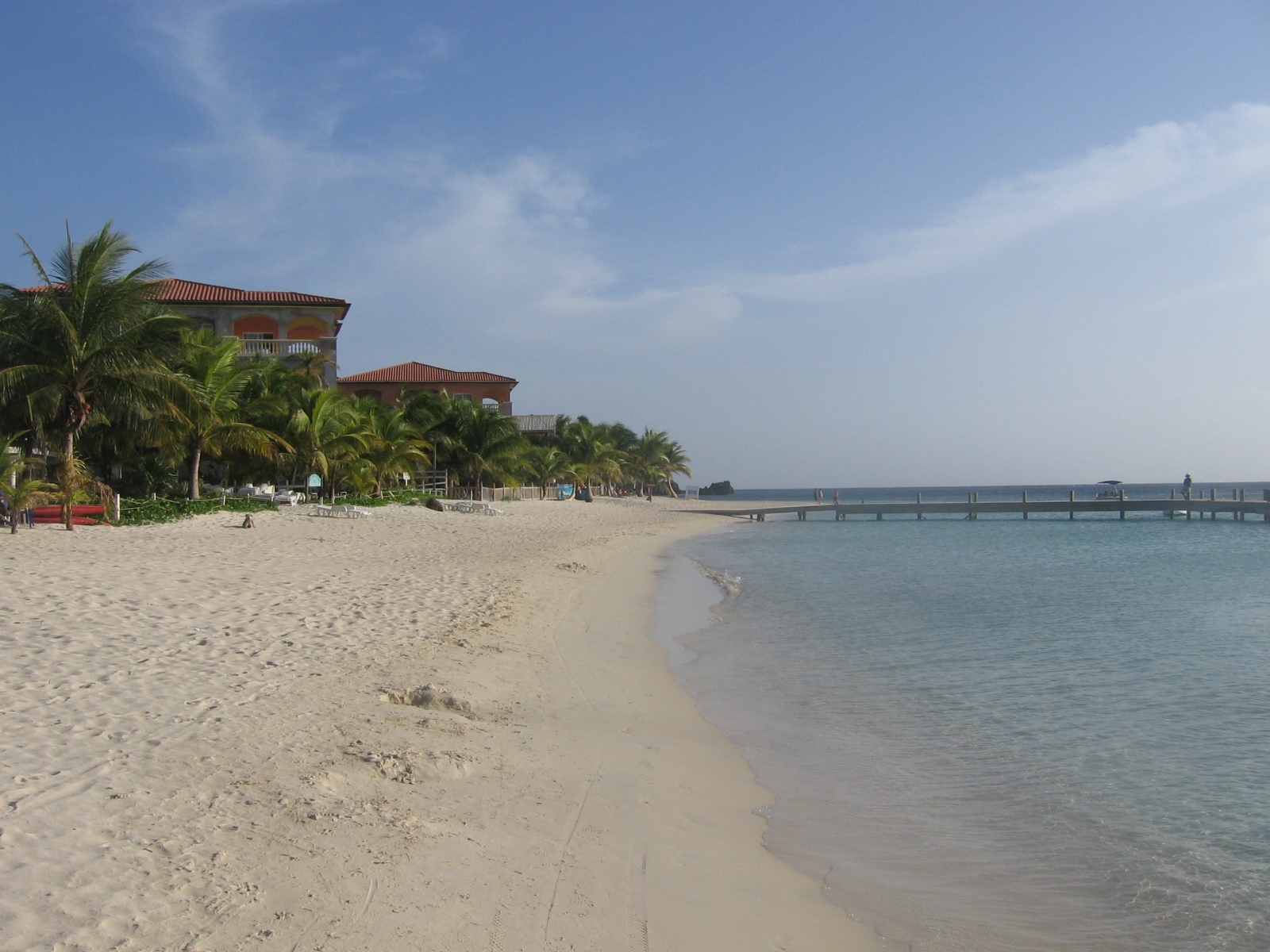
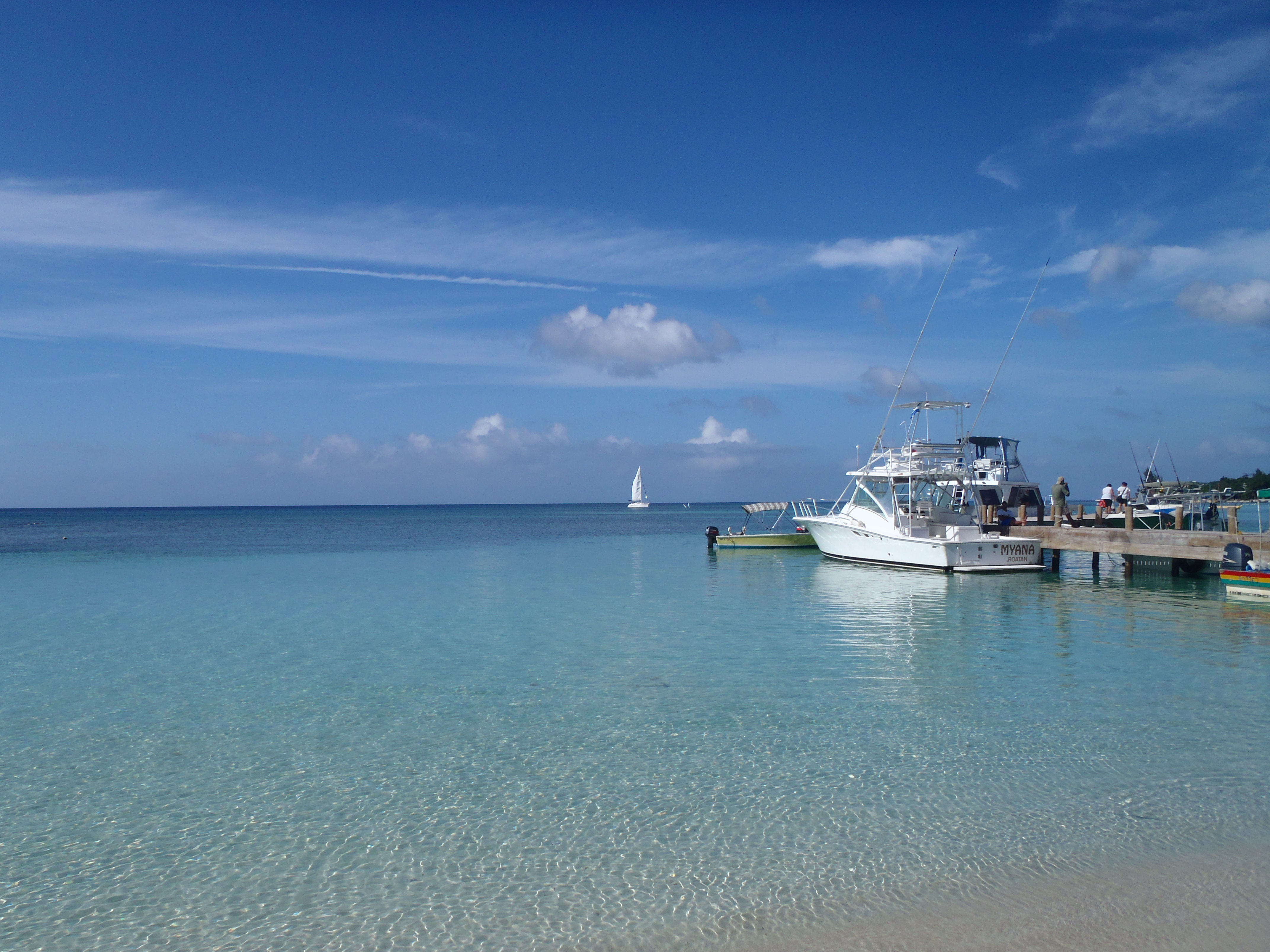
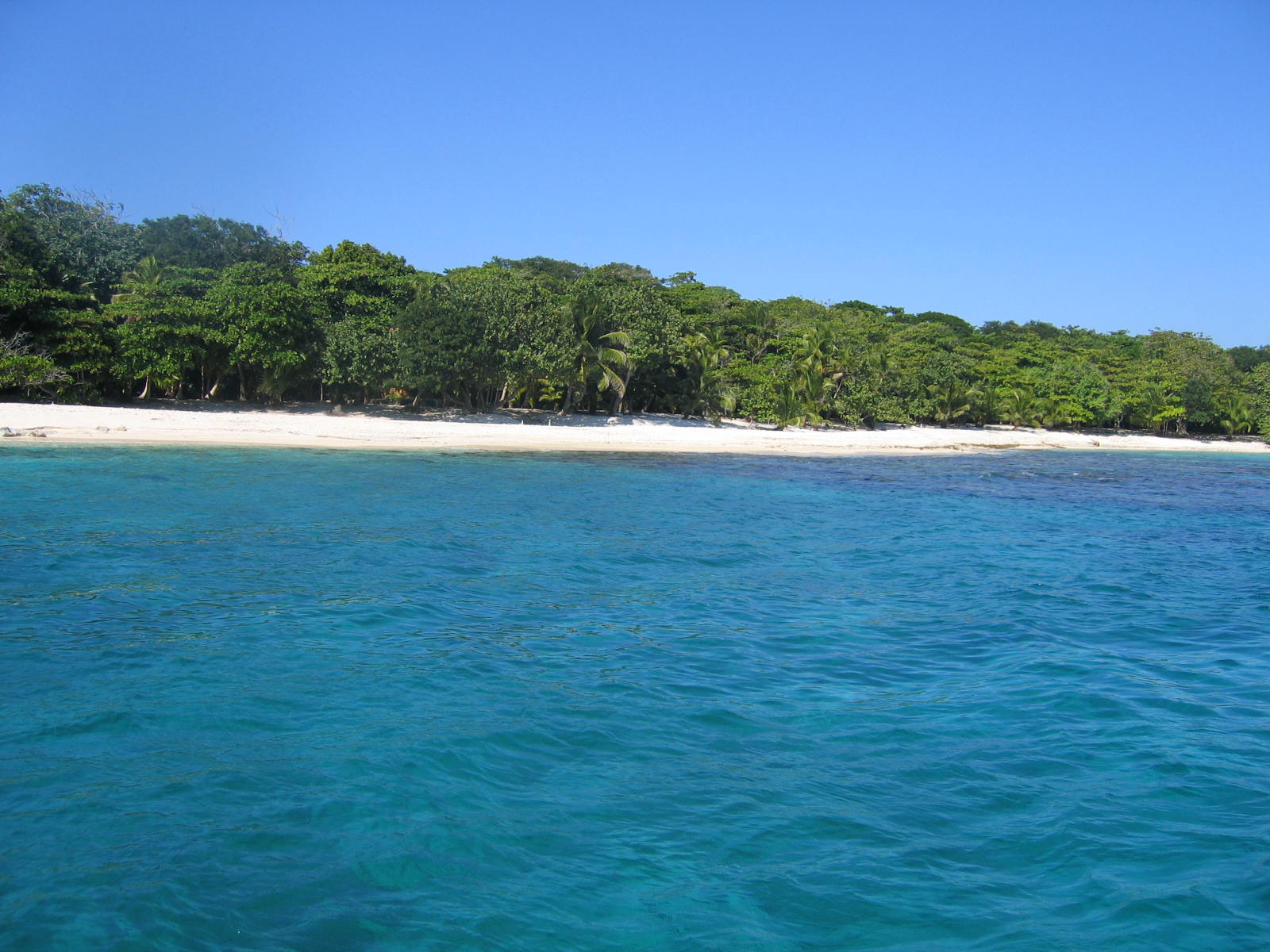
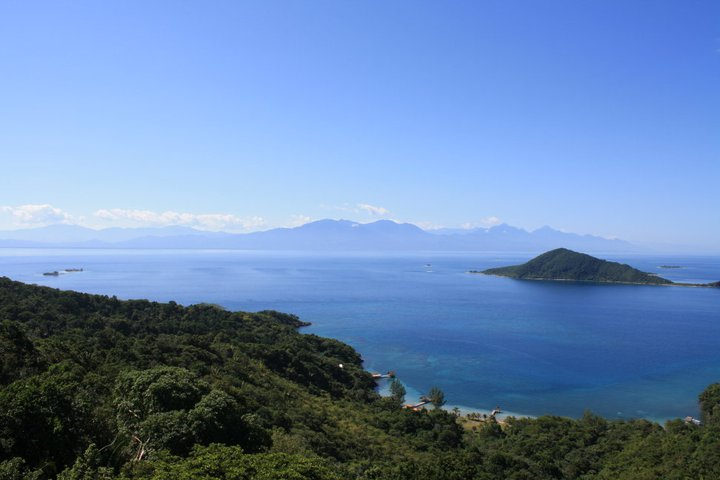
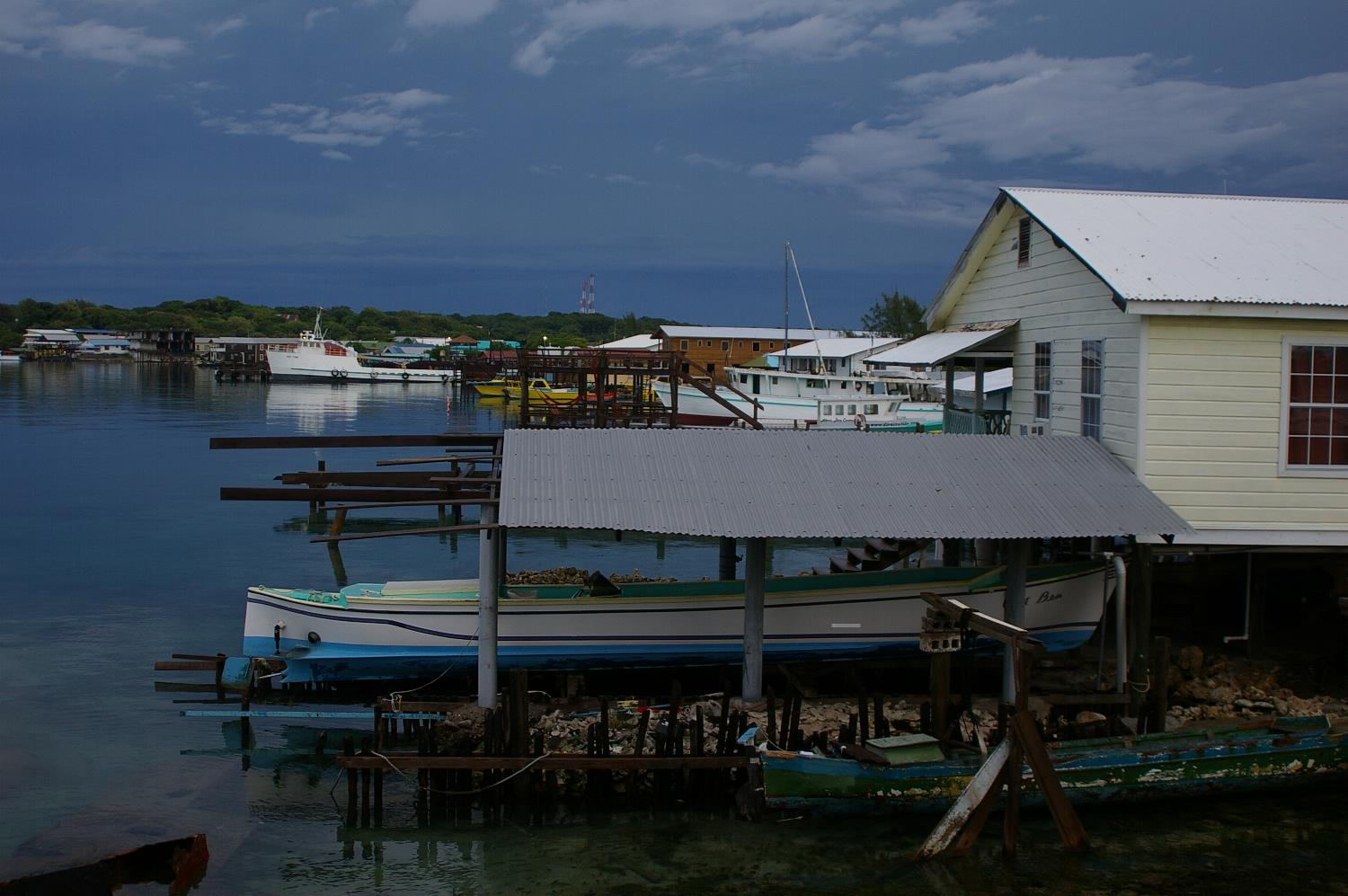
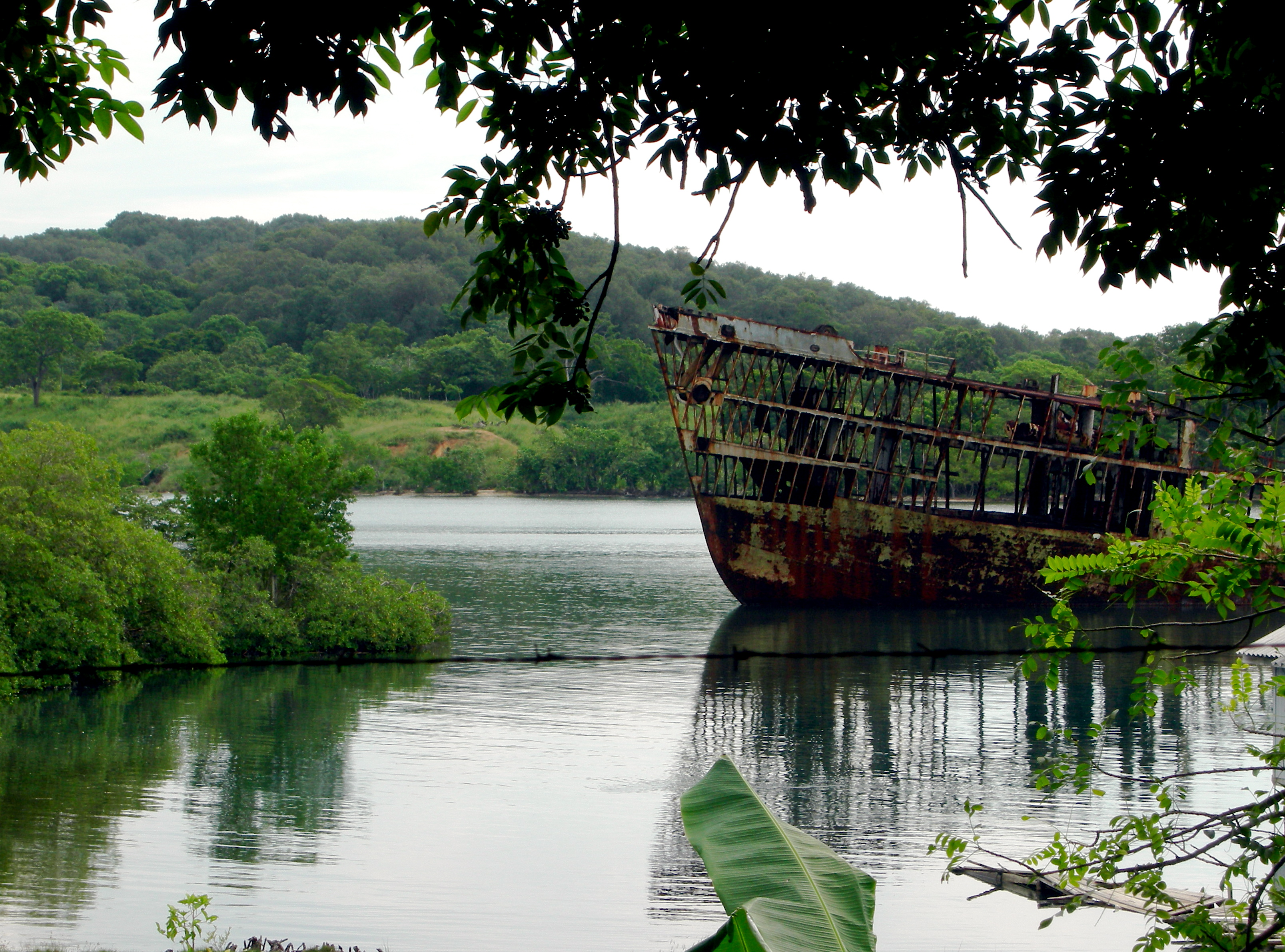
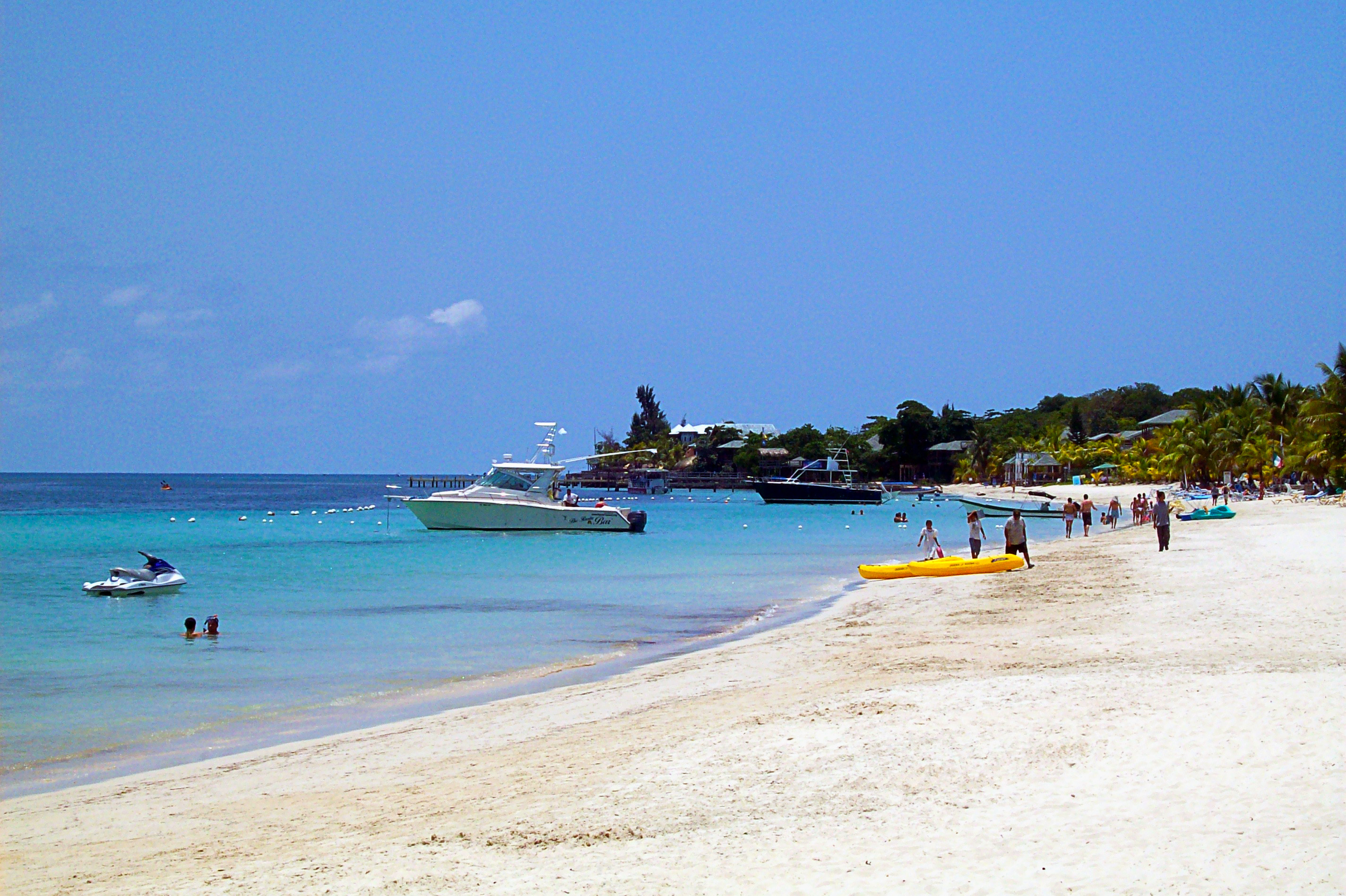
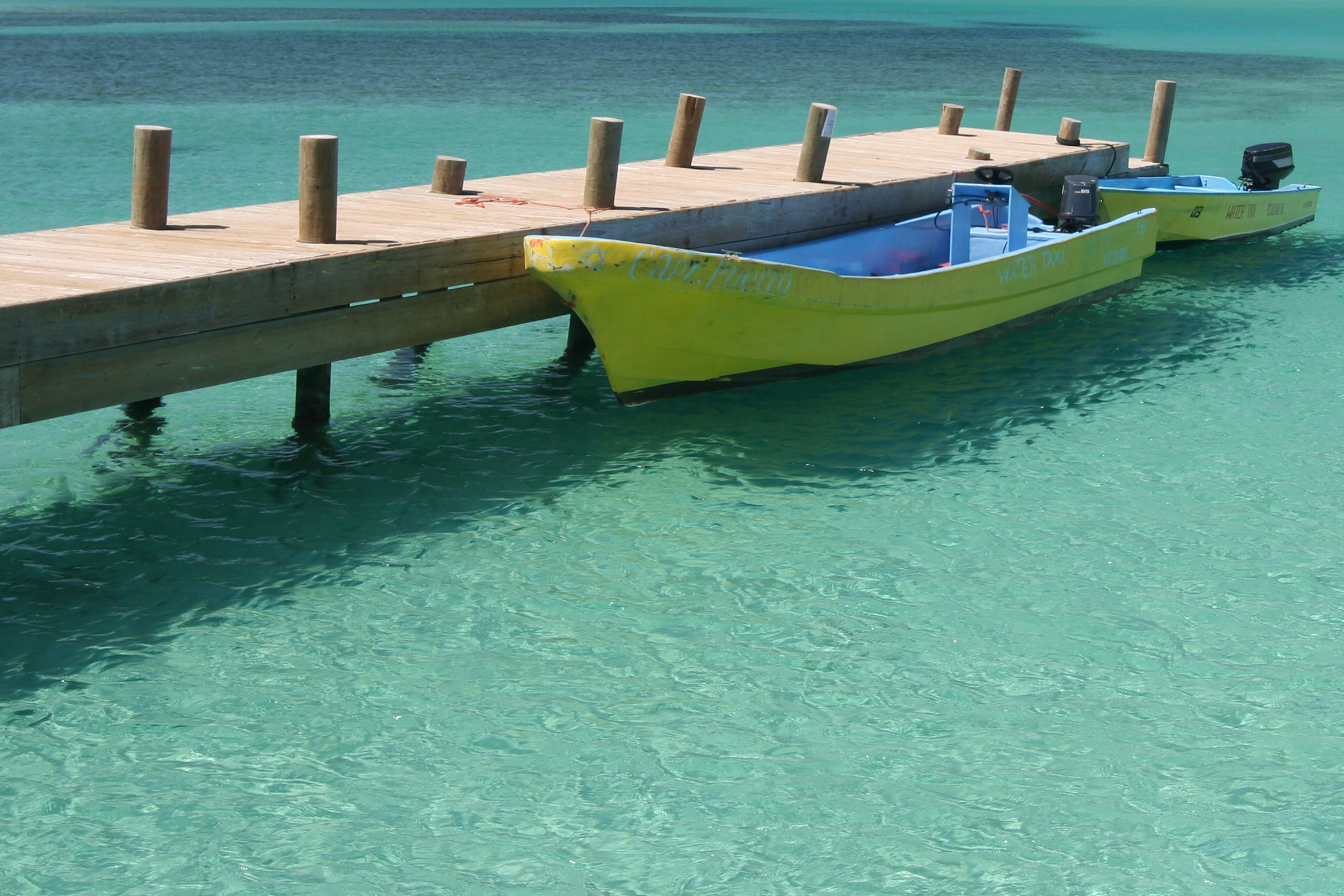